# Bastards (album Motörhead)
Bastards – dwunasty album studyjny brytyjskiego zespołu Motörhead, wydany 29 listopada 1993 roku nakładem wytwórni muzycznej ZYX Music. Jest to pierwszy album, na którym wspólnie zagrali Kilmister, Campbell, Würzel i Dee. Płyta została nagrana w 1993 roku w A&M Studios, The Rockett Plant Recorder i Prime Time Studios. Po raz pierwszy też Howard Benson był producentem grupy. Po komercyjnym niepowodzeniu albumu March ör Die zespół wracając do swoich korzeni, znów zagrał szybko i głośno. Nagrania były promowane teledyskiem do utworu „Burner”.

## Lista utworów
Opracowano na podstawie materiału źródłowego.
| Nr  | Tytuł utworu                    | Autorzy                          | Długość |
| --- | ------------------------------- | -------------------------------- | ------- |
| 1.  | „On Your Feet or on Your Knees” | Kilmister, Campbell, Würzel, Dee | 02:34   |
| 2.  | „Burner”                        | Kilmister, Campbell, Würzel, Dee | 02:52   |
| 3.  | „Death or Glory”                | Kilmister, Campbell, Würzel, Dee | 04:50   |
| 4.  | „I Am the Sword”                | Kilmister, Campbell, Würzel, Dee | 04:28   |
| 5.  | „Born to Raise Hell”            | Kilmister                        | 04:58   |
| 6.  | „Don't Let Daddy Kiss Me”       | Kilmister                        | 04:05   |
| 7.  | „Bad Woman”                     | Kilmister, Campbell, Würzel, Dee | 03:16   |
| 8.  | „Liar”                          | Kilmister, Campbell, Würzel, Dee | 04:12   |
| 9.  | „Lost in the Ozone”             | Kilmister, Campbell, Würzel, Dee | 03:27   |
| 10. | „I’m Your Man”                  | Kilmister, Campbell, Würzel, Dee | 03:28   |
| 11. | „We Bring the Shake”            | Kilmister, Campbell, Würzel, Dee | 03:48   |
| 12. | „Devils”                        | Kilmister, Campbell, Würzel, Dee | 06:00   |
|     |                                 |                                  | 47:58   |

## Twórcy
Opracowano na podstawie materiału źródłowego.
| Zespół Motörhead w składzie - Lemmy Kilmister – gitara basowa, gitara akustyczna, śpiew - Philip Campbell – gitara elektryczna, gitara akustyczna - Michael Burston – gitara elektryczna - Mikkey Dee – perkusja |  | Inni - Howard Benson – edycja cyfrowa, inżynieria dźwięku, produkcja muzyczna, miksowanie - Ryan Dorn - inżynieria dźwięku, miksowanie - Eddy Schreyer - mastering - Henri Clausel - zdjęcia - Joe Petagno – okładka, oprawa graficzna |

## Wydania
| Rok  | Nr katalogowy    | Format                                | Wydawca                | Region            | Źródło |
| ---- | ---------------- | ------------------------------------- | ---------------------- | ----------------- | ------ |
| 1993 | ZYX 20263-1      | LP, Album                             | ZYX Music              | Europa            | [ 8 ]  |
| 1993 | ZYX 3609-2       | CD, Album                             | ZYX Music              | Francja           | [ 8 ]  |
| 1993 | SM 0041 CD       | CD, Album                             | Snake's Music          | Polska            | [ 8 ]  |
| 1993 | ZYX 20263-2      | CD, Album, Bla                        | ZYX Music              | Niemcy            | [ 8 ]  |
| 1993 | ZYX 20263-2      | CD, Album, Red                        | ZYX Music              | Niemcy            | [ 8 ]  |
| 1993 | 693              | Cass, Album                           | Star                   | Polska            | [ 8 ]  |
| 1993 | ZYX 20263-4      | Cass, Album                           | ZYX Music              | Niemcy            | [ 8 ]  |
| 1993 | 920956-1         | LP, Album                             | ToCo International     | Brazylia          | [ 8 ]  |
| 1993 | ZYX 20263-1      | LP, Album                             | ZYX Music              | Europa            | [ 8 ]  |
| 1993 | RT 3423          | LP, Album                             | ToCo International     | Korea Południowa  | [ 8 ]  |
| 1993 | GCR 20002-1      | LP, Album, Pic                        | ZYX Music              | Niemcy            | [ 8 ]  |
| 1994 | 8286972          | CD, Album                             | Musidisc               | Argentyna         | [ 8 ]  |
| 1994 | TECX-25664       | CD, Album                             | ZYX Music, Metal Mania | Japonia           | [ 8 ]  |
| 2001 | SPV 076-72642 CD | CD, Album, RE                         | Steamhammer            | Niemcy            | [ 8 ]  |
| 2001 | SPV 085-7264A CD | CD, Album, RE                         | Steamhammer            | Stany Zjednoczone | [ 8 ]  |
| 2004 | SPV 076-72642    | CD, Album, RE                         | Концерн «Группа Союз»  | Rosja             | [ 8 ]  |
| 2004 | VMLP011          | LP, Pic, Album, Ltd                   | Vinyl Maniacs          | Szwecja           | [ 8 ]  |
| 2007 | CD, Album, RE    | GCR 20002-2                           | Golden Core            | Europa            | [ 8 ]  |
| 2007 | MASS CD DG 1019  | CD, Album, RE, Dig                    | Metal Mind Productions | Polska            | [ 8 ]  |
| 2007 | GCR 20002-1      | LP, Album, Ltd, Num, Pic              | Golden Core            | Niemcy            | [ 8 ]  |
| 2008 | 1508-2           | CD                                    | Babylon S.A.           | Argentyna         | [ 8 ]  |
| 2013 | GCR 20002-1N     | LP, Album, RE                         | Golden Core            | Niemcy            | [ 8 ]  |
| 2013 | VP 80029         | LP, Album, 180                        | Vinyl Passion          | Holandia          | [ 8 ]  |
| 2014 | GCR 20002-1D     | LP                                    | Golden Core            | Niemcy            | [ 8 ]  |
| 2014 | CLP1748          | LP, Album, Dlx, Ltd, Num, RM, RP, 180 | Cleopatra              | Stany Zjednoczone | [ 8 ]  |

## Listy sprzedaży
| Lista             | Kraj    | Pozycja |
| ----------------- | ------- | ------- |
| Sverigetopplistan | Szwecja | 48      |